# Alberico di Beauvais
Alberico di Beauvais o di Ostia (Beauvais, 1080 circa – Verdun, 20 novembre 1148) fu un monaco benedettino, abate di Vézelay, cardinale-vescovo di Ostia e legato pontificio.

## Genealogia episcopale e successione apostolica
La genealogia episcopale è:
- Cardinale Vitale Giovanni, O.S.B. Cam.
- Papa Innocenzo II
- Cardinale Alberico di Beauvais, O.S.B.

La successione apostolica è:
- Vescovo Robert Warelwast[1] (1138)
- Arcivescovo Teobaldo di Bec (1139)
- Papa Celestino II (1143)
- Papa Lucio II (1144)